# Морос
Морос (на испански: Moros) е селище в автономна област Арагон, североизточна Испания. Населението му е 364 души (януари 2017 г.).
Разположено е на 791 m надморска височина в Иберийските планини, на 16 km северозападно от Калатаюд и на 83 km югозападно от Сарагоса. Запазени са останки от крепост от мюсюлманската епоха.